# Tjällmo kyrka
Tjällmo kyrka är en kyrkobyggnad i Tjällmo i Linköpings stift. Den är församlingskyrka i Tjällmo församling.

## Kyrkobyggnaden
Tjällmo kyrka har rester av medeltida murverk, men ombyggdes till korskyrka under 1700-talet. Kyrkans korsarmar är bredare än långhus och kor. Sakristian är byggd i vinkeln mellan koret och norra korsarmen. Det kraftiga västtornet kröns av en svängd huv med lanternin. Täcks av ett tunnvalv av trä.

## Historik
Den ursprungliga 1200-talskyrkan var en salkyrka med bred rektangulär plan. Dess murar återfinns i nuvarande kyrkas östvägg, västvägg och södra långhusvägg. 1704 revs nordmuren, långhuset blev smalare och norra korsarmen uppfördes, samtidigt utvidgades sakristian. Södra korsarmen tillkom 1758 och  1767 byggdes tornet av byggmästaren Petter Frimodig. Kyrkans interiör med trätunnvalven härstammar från 1750-talet. Vid Erik Lundbergs restaurering 1956-57 återfick kyrkan en del medeltida drag, krucifixet från 1300-talet återfick sin plats i triumfbågen, de medeltida kalkmålningarna framtogs och korsarmarna kortades i kyrkorummet. Ett gravkapell inreddes i rummet under norra läktaren.

## Inventarier
- Krucifix av ek från Östergötland under mitten av 1300-talet.
- Kalkmålning av oidentifierad upphovsman från 1400-talets andra hälft.
- Dopfunt av mässing från 1600-talets senare del.
- Före detta altartavla målad av Pehr Hörberg 1806.

### Orglar

#### Huvudorgel
- 1926 byggde Olof Hammarberg, Göteborg, en 22-stämmig piporgel med 2 manualer och pedal.
- 1971 byggde Mårtenssons orgelfabrik, Lund, på södra läktaren en 18-stämmig orgel med mekanisk traktur och registratur.

Disposition:
| Manual I                            | Manual II      | Pedal               | Koppel |
| Rörflöjt 8'                         | Trägedackt 8'  | Subbas 16'          | II/I   |
| Fugara 8'                           | Koppelflöjt 4' | Gedackt 8'          | I/P    |
| Principal 4'                        | Principal 2'   | Koralbas 4'         | II/P   |
| Blockflöjt 4'                       | Nasat 1 1/3'   | Rauschpfeife II ch. |        |
| Hålflöjt 2'                         | Scharf III ch. | Fagott 16'          |        |
| Sesquialtera II ch. 2 2/3' + 1 3/5' | Skalmeja 8'    |                     |        |
| Mixtur IV ch.                       | Tremulant      |                     |        |

#### Orgelpositiv
- Positivet byggdes ursprungligen av orgelbyggare Isac Risberg, Uppsala. Han tycks ha varit gesäll hos Hans Henrich Cahman (o.1640-1699) under dennes orgelbygge i Uppsala domkyrka på 1600-talet. Efter branden i domkyrkan 1702 byggde han 1707-1710 på egen hand en interimsorgel, vilken användes i domkyrkan till 1727.
- 1727: Positivet utannonserades.
- 1739: Positivet köptes in för Tjällmo kyrka av Carl Tisell, Tjällmo. Det hade från början 10 orgelstämmor.

[1741: Organist och amatörorgelbyggare Gustaf Lagergren, Östra Husby, sätter upp det inköpta orgelpositivet. Det placeras troligen i korsarmen (nykyrkan).
- 1760: Positivet flyttades till ny läktare (sannolikt den västra), troligen av Gustaf Lagergren.
- 1789: Pehr Schiörlin, Linköping, flyttade klaviaturen till framsidan.
- 1820: Reparation av Jonas Fredric Schiörlin, Linköping, genom gesällen Carl Rylander.
- 1867: Ombyggnation genom orgelbyggare Anders Petter Kullbom, Linköping (1817-1900). Härvid tas mixturen bort och Basun 16' och Fugara 8' (från c°) sätts in. Tonomfånget kompletteras med stora C#, manualklaveret omarbetas och positivet får en ny bälg.
- 1926: Positivet monterades ned och ersattes med ett nytt verk i det gamla orgelhuset av Olof Hammarberg, Göteborg (se ovan).
- 1967-1969: Genom donation från Karin Kjellin, Tjällmo, kunde Risbergs positiv restaureras av Bröderna Moberg, Sandviken, som strävade efter att i möjligaste mån återföra orgelverket till ursprunglig status. Klaviaturen, försedd med subsemitoner, placerades åter på baksidan och positivet tempereras i medelton. Orgeln är mekanisk.

Omfång: C, D-A, A#, B, H, c, c#, d, d#, eь, e, f, f#, g, g#, aь, a a#, b, h, c¹, o.s.v. - c³ (dubblerade tangenter för d#/eь, g#/aь och a#/b).
Nuvarande disposition:
| Manual C-c³ (se ovan)                                            |
| Qvintadena 16', B/D                                              |
| Principal 8' (fasad)                                             |
| Spets Fleut 8'                                                   |
| Salicional 8', B/D                                               |
| Octawa 4'                                                        |
| Qvinta 3' (eg. 2 2/3')                                           |
| Octawa 2'                                                        |
| Mixtur VI chor 1 1/3' + 1' + 1' + 2/3' + 1/2' + 1/3', B/D (1969) |
| Scharf III chor 2/3' + 1/2' + 2/5', (1969)                       |
| Trumpet 8', B/D                                                  |
| [Puqe stemma] (ej bevarad)                                       |

#### Korpositiv
I kyrkan finns sedan omkring 1965 ett litet 2-stämmigt positiv av okänt ursprung, troligen från 1800-talet och ursprungligen avsett för hembruk.

## Galleri

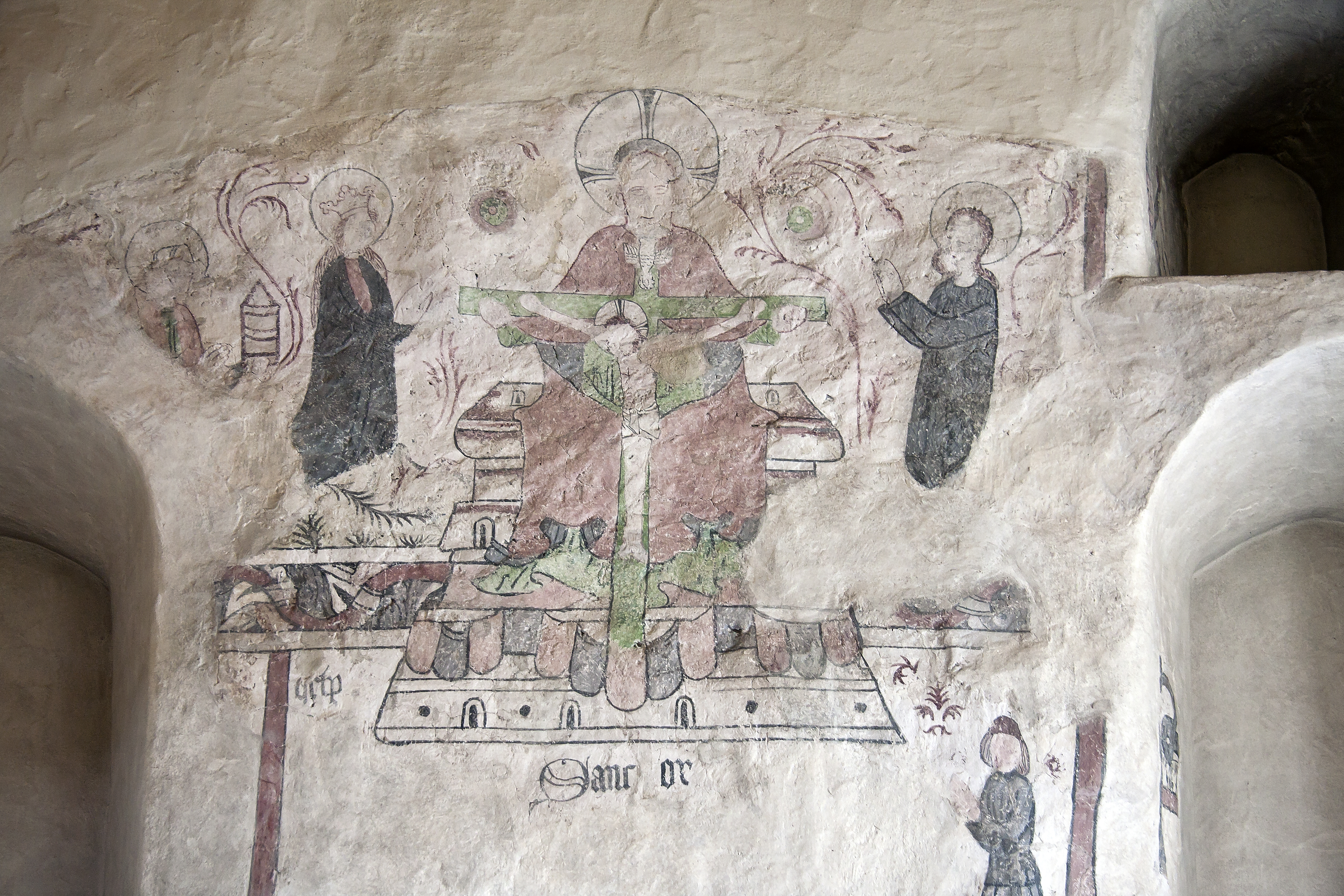
Kalkmålning i koret.
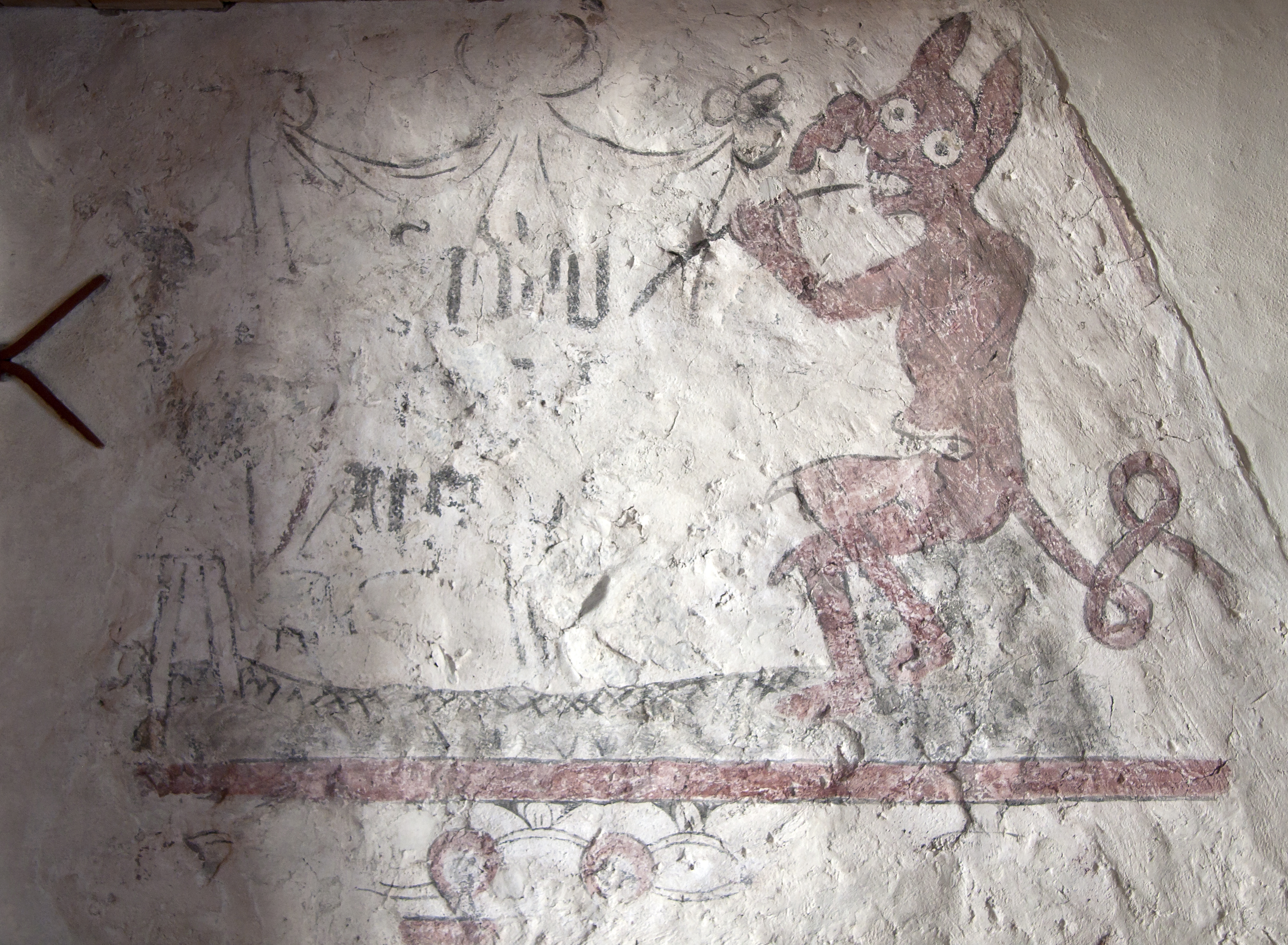
Kalkmålning på västra väggen.
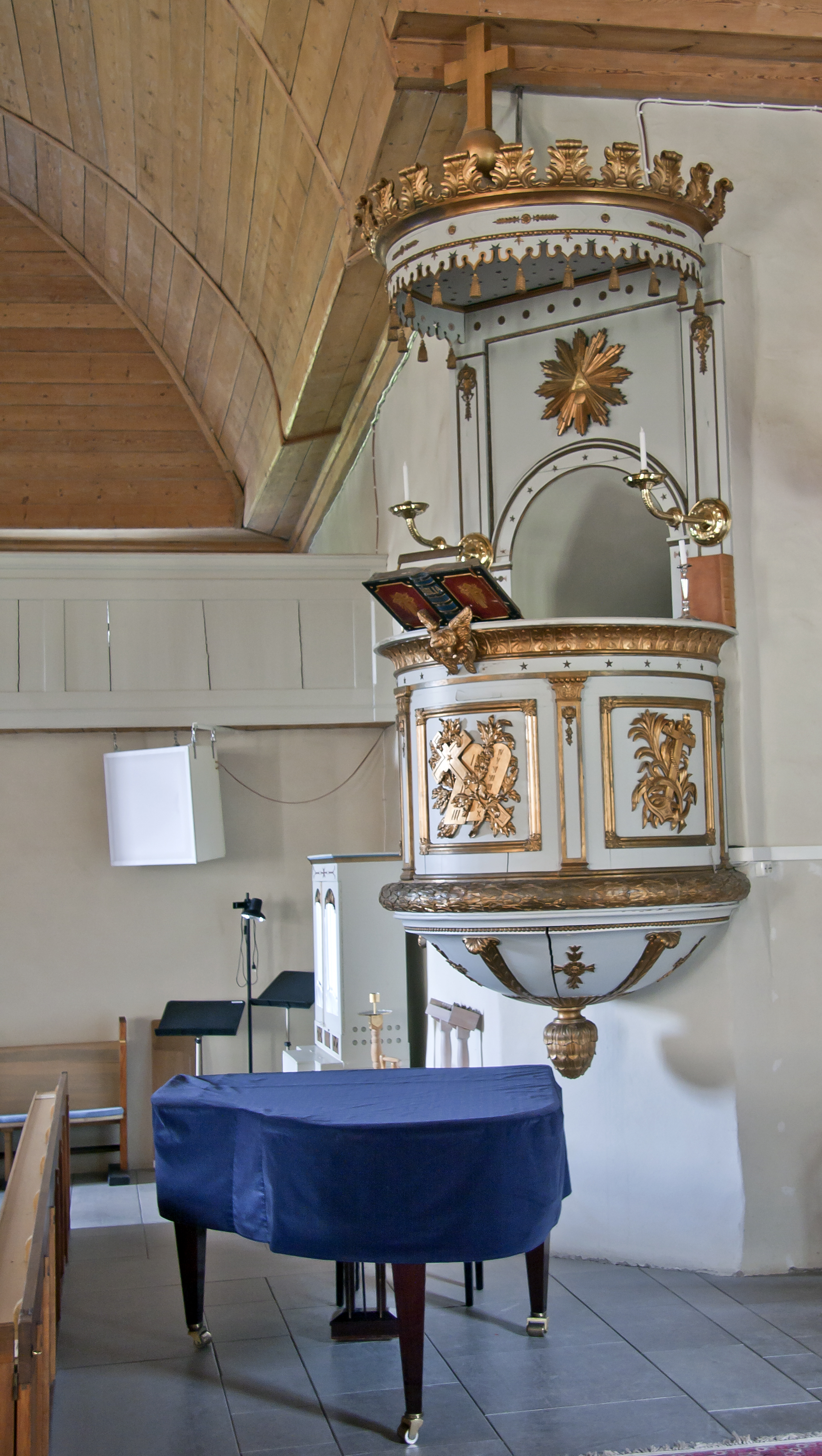
Predikstol från 1830-talet.
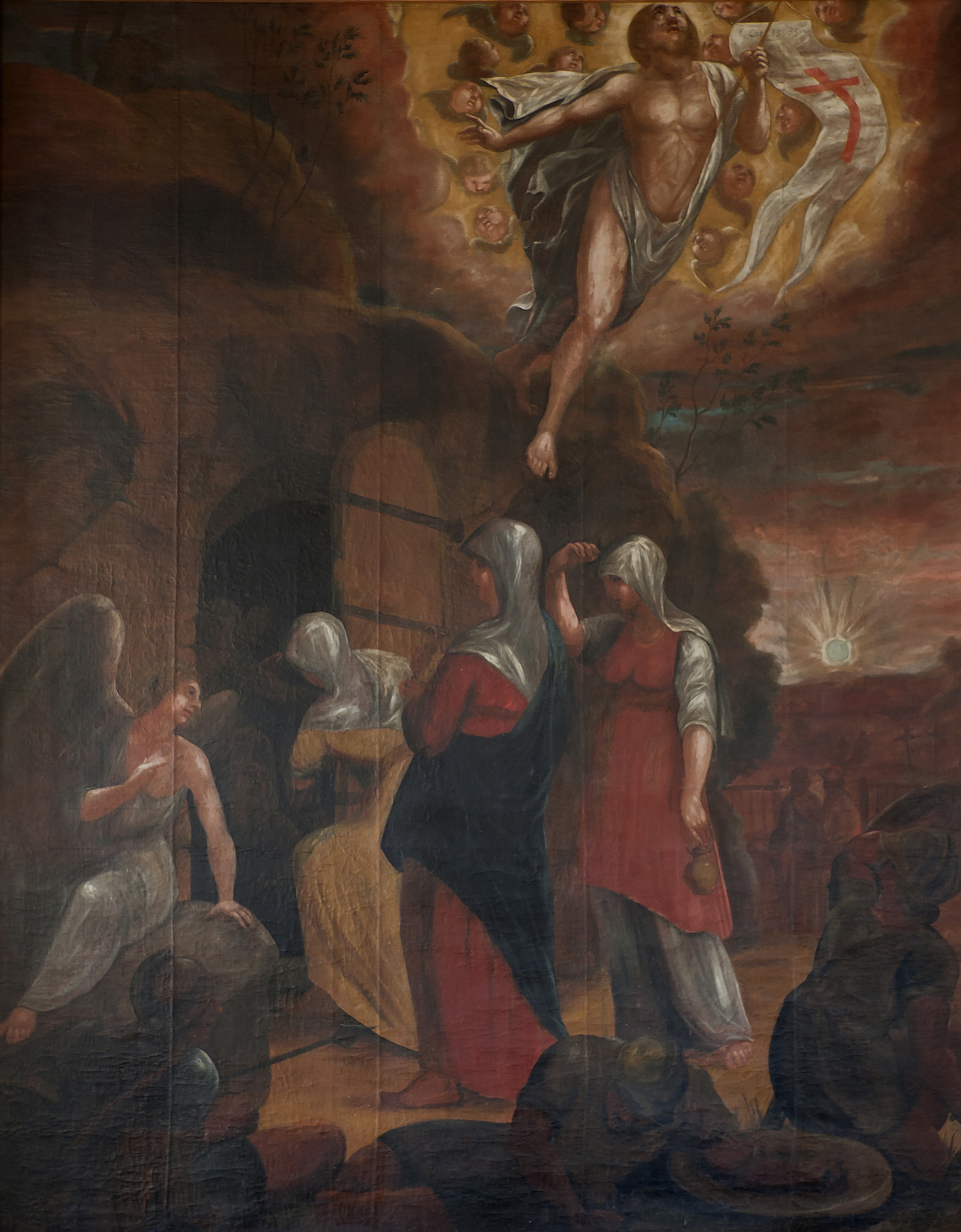
Hörbergs gamla altartavla.
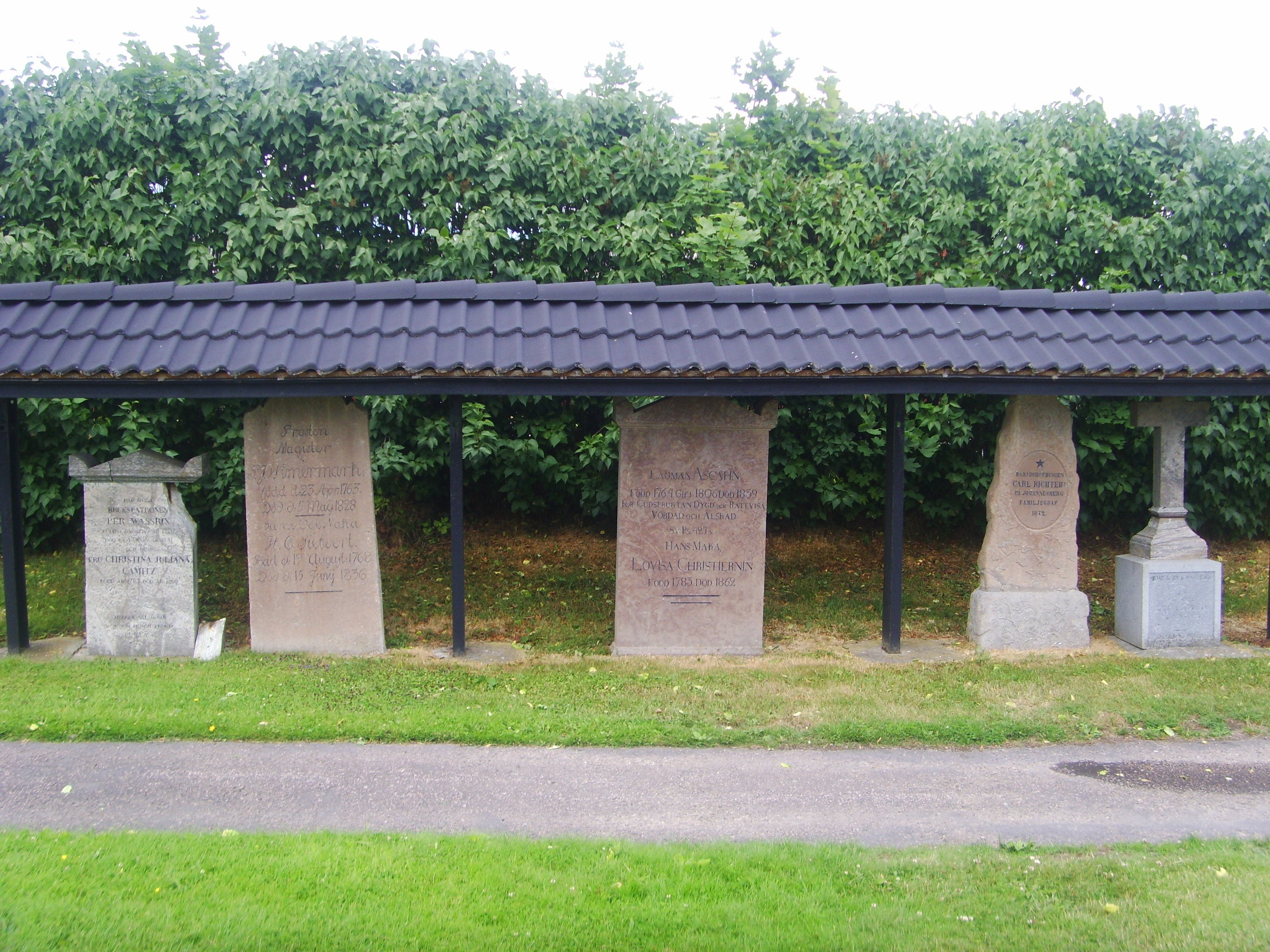
Äldre gravstenar under skyddande tak.
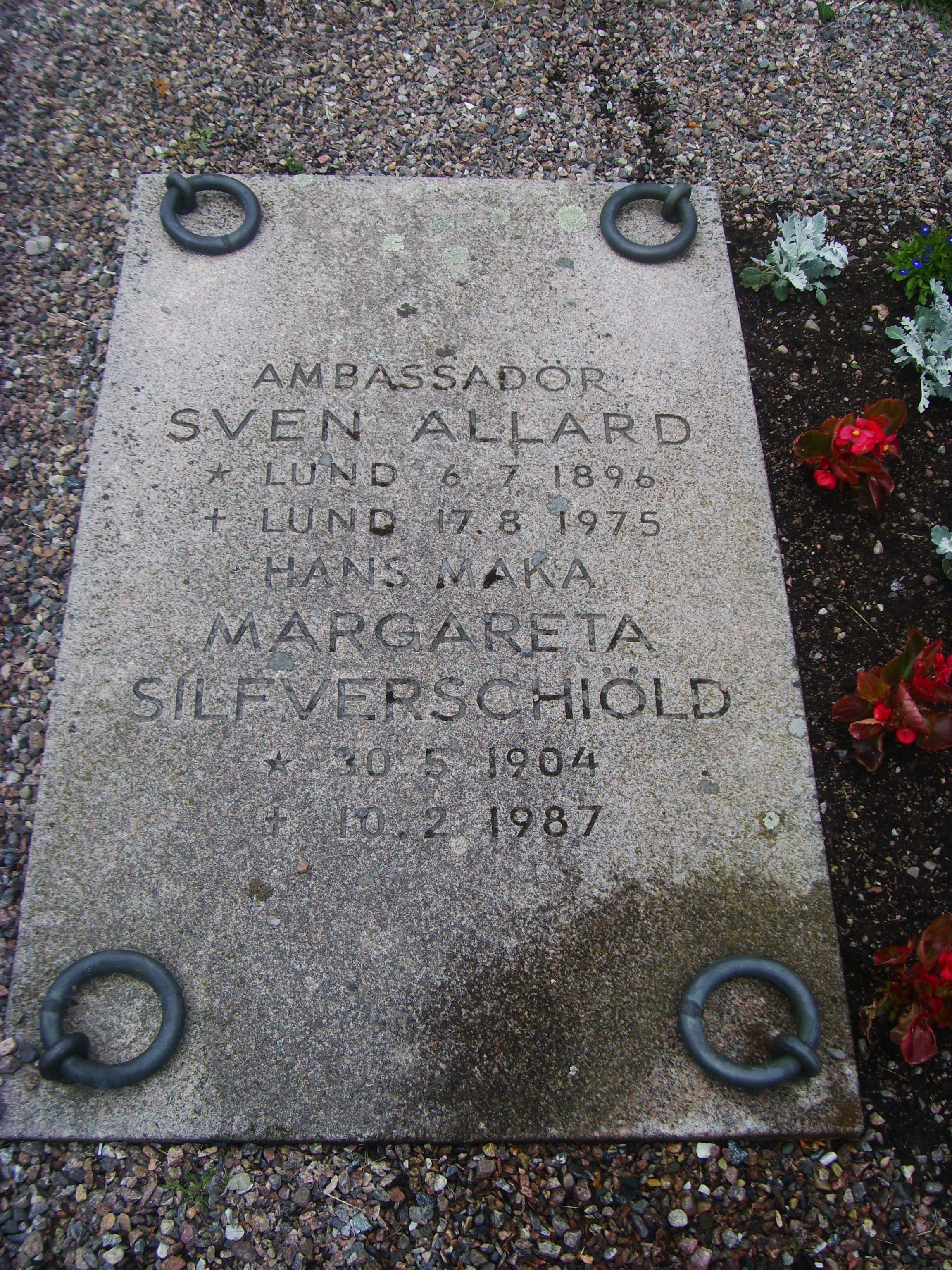
Ambassadör Sven Allards gravsten.
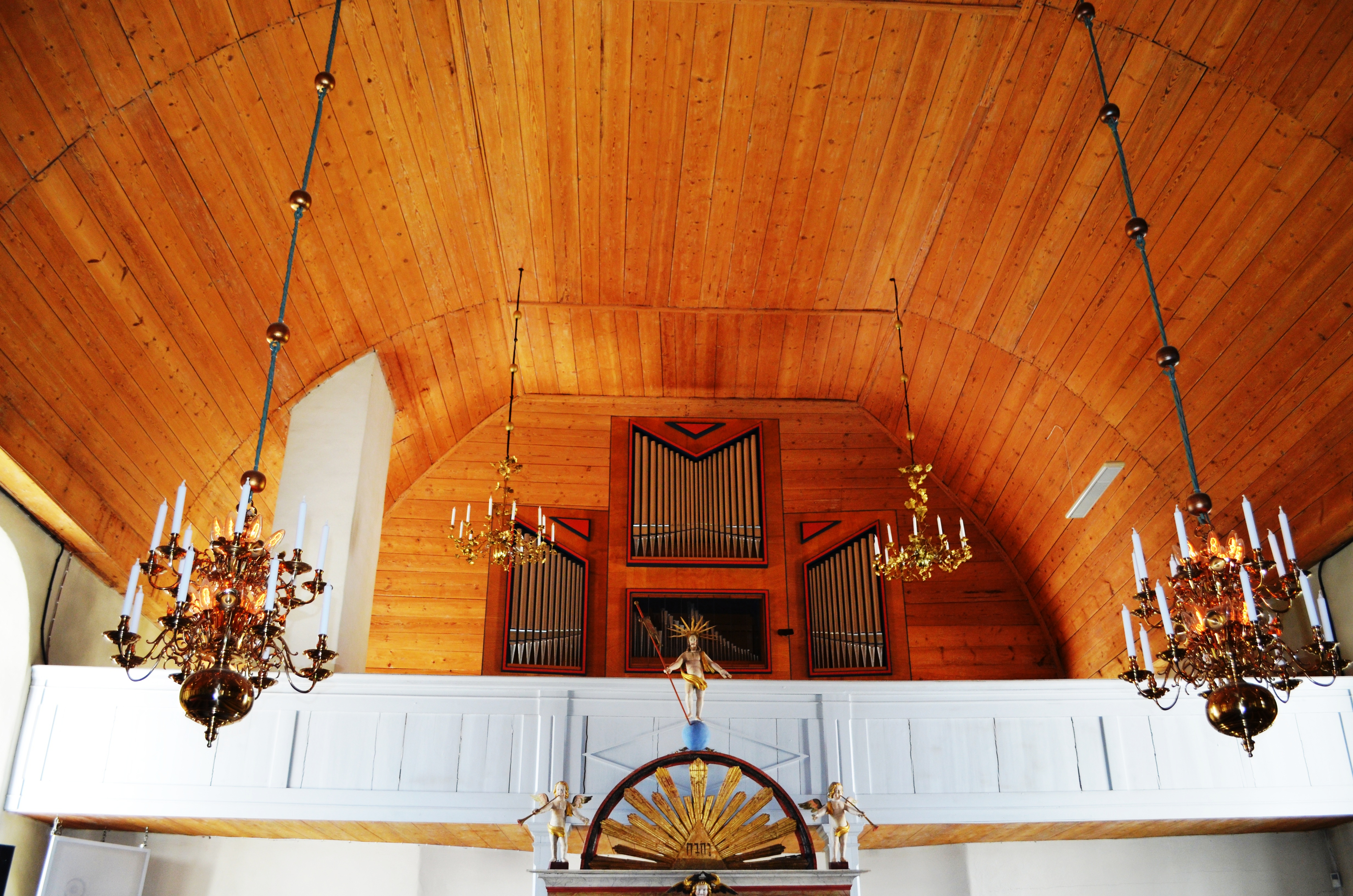
Tjällmo kyrkas kyrkorgel
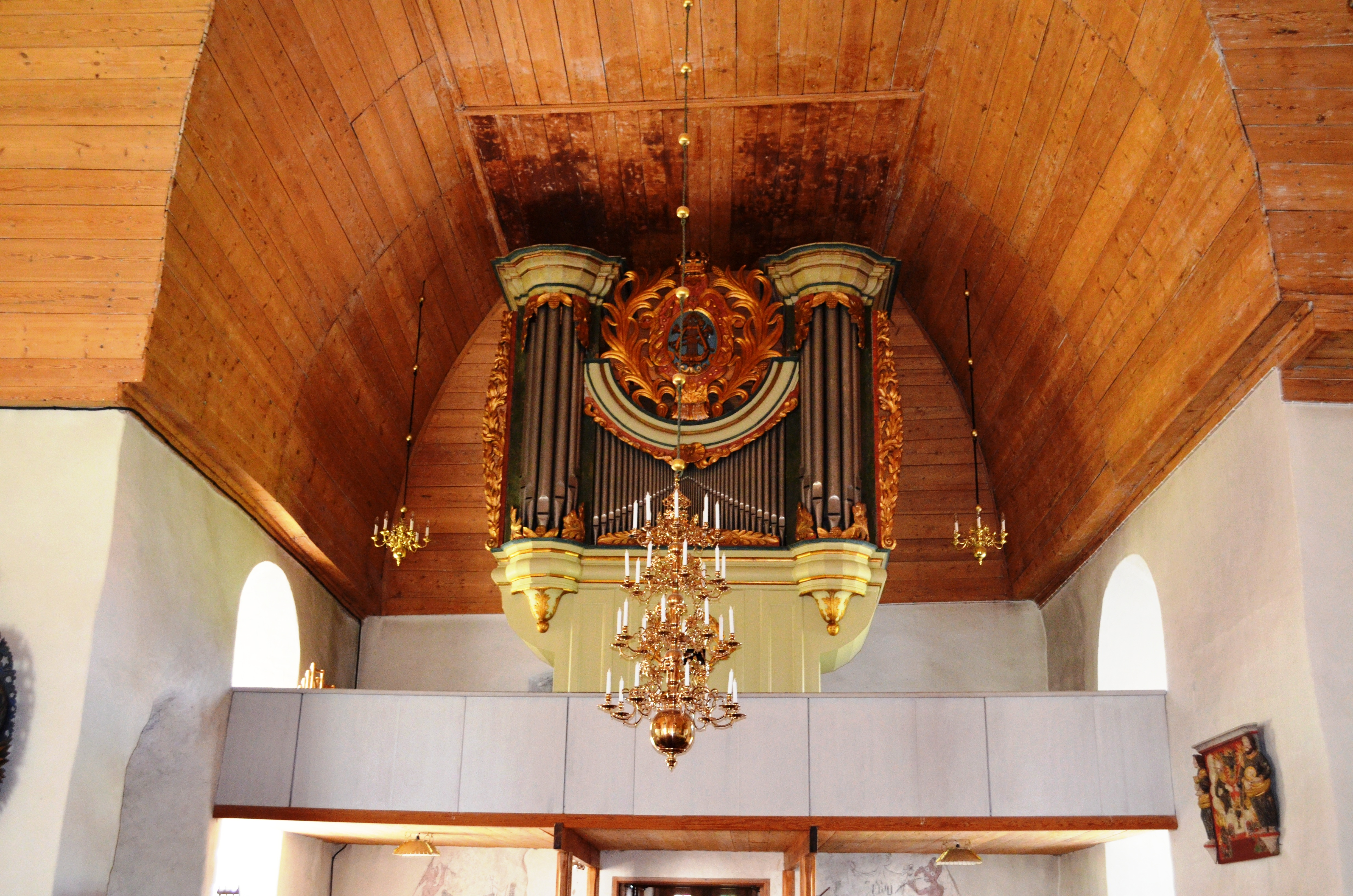
Tjällmo kyrkas orgelläktare
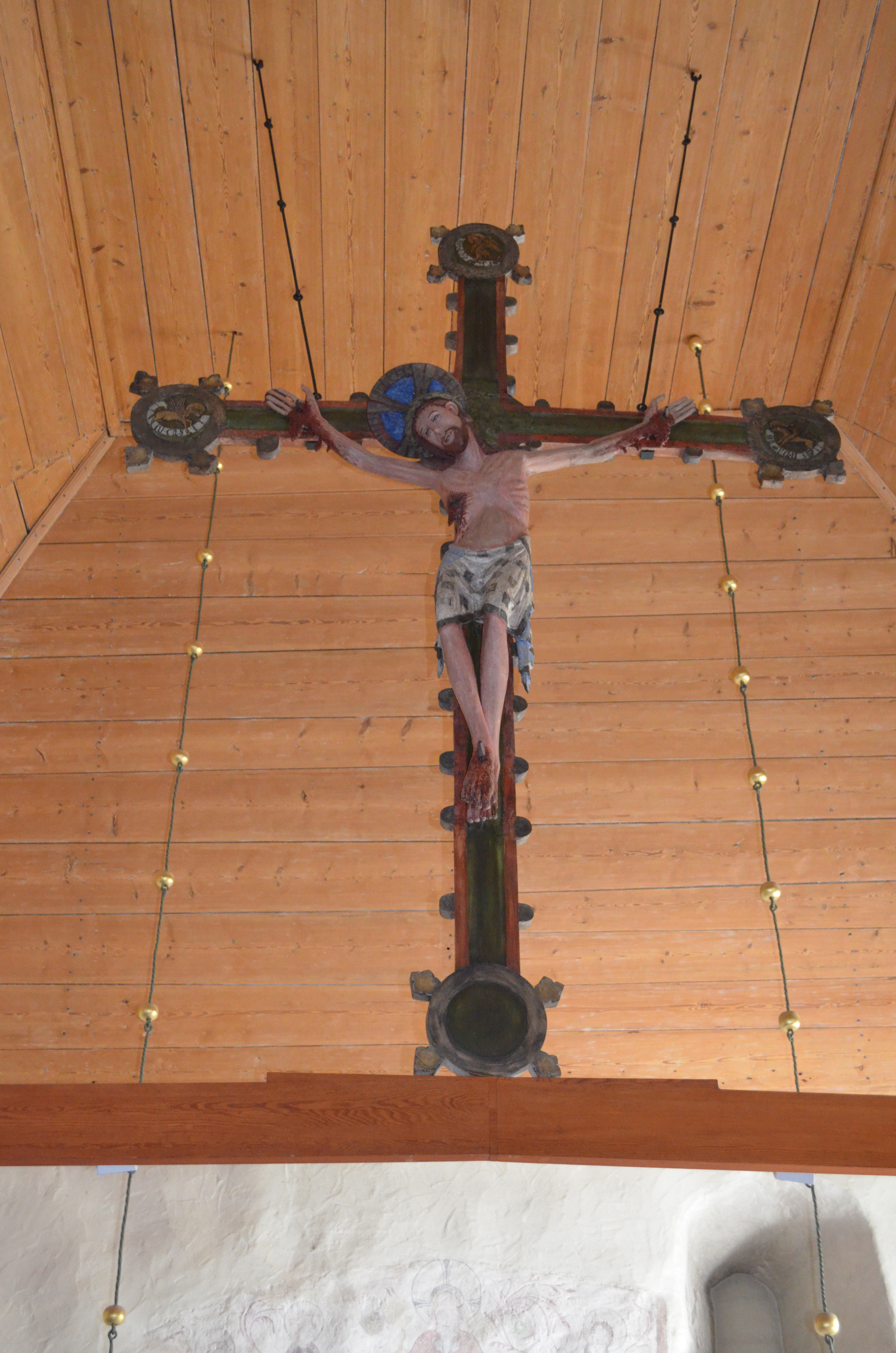
Tjällmo kyrkas krucifix
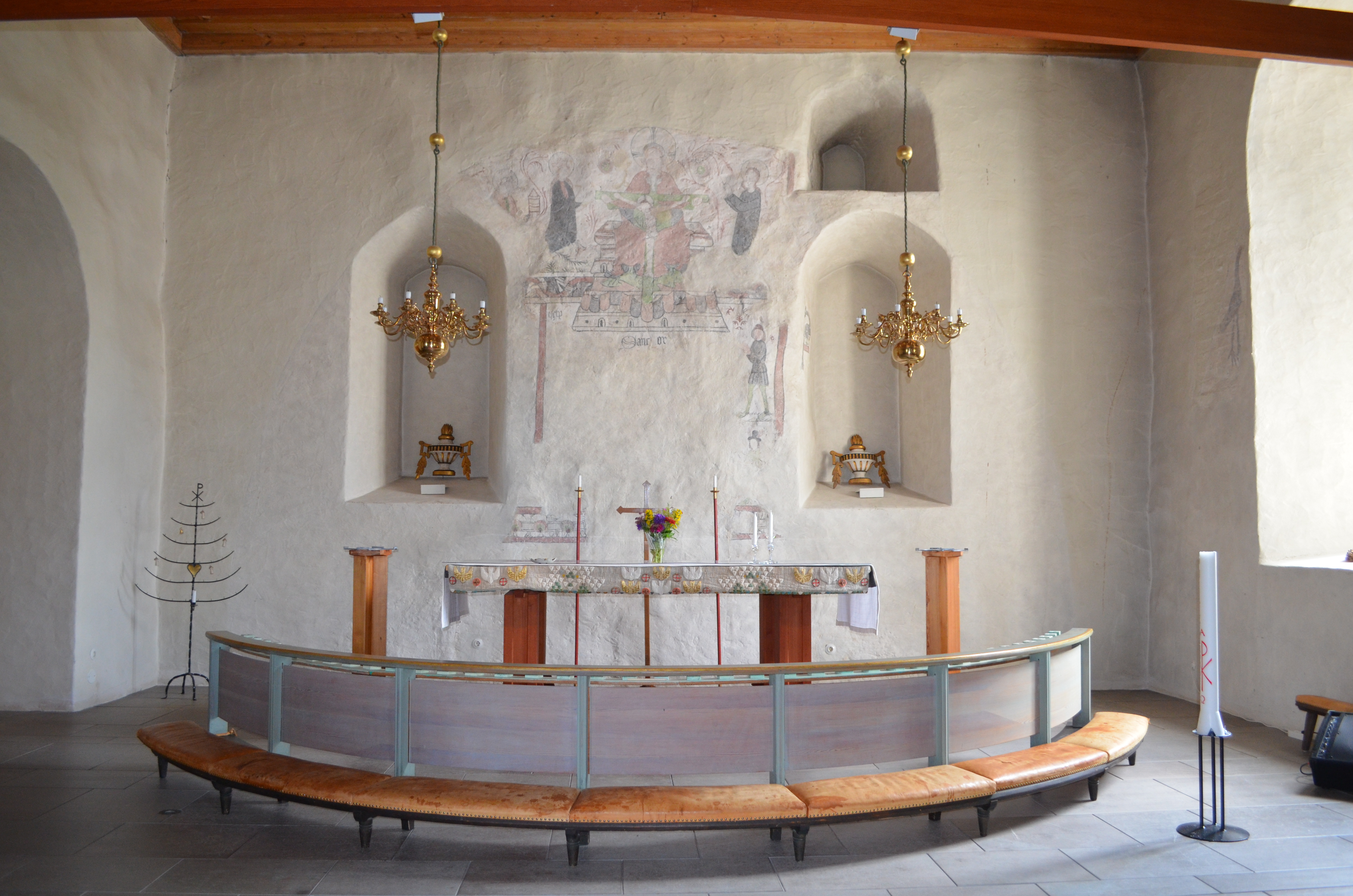
Tjällmo kyrkas altare

## Diskografi
- Tjällmo kyrkas orgel / Arnér, Gotthard. LP. Proprius PROP 7728. 1974.
- Maestro! : Gotthard Arnér spelar på äldre orglar i Sverige och Finland. CD. Proprius PRCD 9090. 1993. Tidigare utgivet 1973-1981.
- 7 organs : seven historical organs in Sweden played by Naoko Imai. CD. Musica rediviva MRCD 011. 2004.